# Avro 707
Bei der Avro 707 handelt es sich um ein einstrahliges Forschungsflugzeug des britischen Herstellers Avro.

## Geschichte
Im Zuge der Entwicklung des Bombers 698 Vulcan, mit der im Jahre 1947 begonnen wurde, beschloss man bei Avro, zur Erprobung der damals neuen Deltaflügel ein relativ kleines und somit kostengünstiges Flugzeug zu bauen.
Diese Maschine, die Avro 707, absolvierte ihren Erstflug am 4. September 1949 unter dem Avro-Testpilot S.E. „Red“ Esler, der während eines Testfluges mit dieser Maschine am 30. September 1949 tödlich verunglückte.

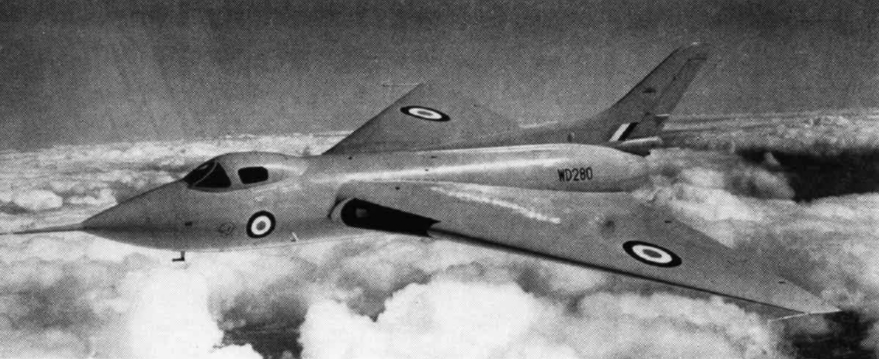
Eine Avro 707A, 1951

Die als Avro 707B bezeichnete zweite Maschine startete am 6. September 1950 zu ihrem Erstflug und diente zur Erprobung der Langsamflugeigenschaften von Flugzeugen mit Deltaflügeln. Wie die erste Maschine war auch die 707B mit einem Rolls-Royce Derwent-5-Triebwerk ausgerüstet, besaß jedoch ein geändertes Fahrwerk.
Die 707B erwies sich als gutmütiges Flugzeug, das zunächst etwa 100 Flugstunden unter einem Avro-Testpiloten absolvierte und danach zu weiteren Tests an die britische Luftwaffe abgegeben wurde, wo es auch von zivilen Piloten geflogen werden konnte, um deren Urteil über das Muster zu erfahren. Ab 1952 wurde die 707B bei verschiedenen Flugschauen der Öffentlichkeit vorgestellt.
Hochgeschwindigkeitstests wurden mit der 707A genannten dritten Maschine durchgeführt. Die Maschine, die am 14. Juni 1951 zu ihrem Erstflug startete, wurde mit ihren Lufteinlässen in den Tragflächen und auch ihrem Cockpitdesign später als Vulcan in dreifacher Größe gebaut. Als Triebwerk diente das weiter entwickelte Rolls-Royce-Derwent-8-Triebwerk.
Dieses Flugzeug wurde 1953 auf dem Luftfahrtsalon in Paris vorgestellt und später zu weiteren Testflügen nach Australien gebracht.
Es wurde noch eine weitere Maschine der Version 707A gefertigt, diese wurde später als Versuchsträger für eine neuartige Schubsteuerung verwendet; außerdem entstand eine von ursprünglich vier geplanten doppelsitzigen Maschinen, diese wurden als 707C (ebenfalls mit dem Derwent-8-Triebwerk ausgestattet) bezeichnet.
Diese Maschine stand der Royal Air Force – später ausgerüstet mit einem Fly-by-wire-Steuersystem – bis 1967 als Versuchsflugzeug für Überschalltests zur Verfügung und wurde, ebenso wie die beiden Maschinen der 707A-Reihe, als Museumsstück erhalten.

## Verbleib
| Bezeichnung | Verwendung                                      | RAF-Seriennr. | Erstflug                  | Verbleib |
| ----------- | ----------------------------------------------- | ------------- | ------------------------- | --- |
| Avro 707    |                                                 | VX784         | 4. September 1949         | Absturz nahe Blackbushe am 30. September 1949 |
| Avro 707B   | Versuche bei geringer Geschwindigkeit           | VX790         | 6. September 1950         | 1960 ausgemustert und in Bedford verschrottet |
| Avro 707A   | erstes Muster für Hochgeschwindigkeitsversuche  | WD280         | 14. Juni (oder Juli) 1951 | 1958 an das Australian Department of Supply für Grenzschichtversuche überstellt, 1967 ausgemustert, erhalten im RAAF-Museum in Point Cook, Australien |
| Avro 707A   | zweites Muster für Hochgeschwindigkeitsversuche | WZ736         | 20. Februar 1953          | 1967 ausgemustert, erhalten im Manchester Museum of Science and Industry                                                                              |
| Avro 707C   | zweisitziges Muster zur Eingewöhnung            | WZ744         | 1. Juli 1953              | 1967 ausgemustert, erhalten im Cosford Aerospace Museum                                                                                               |

## Technische Daten

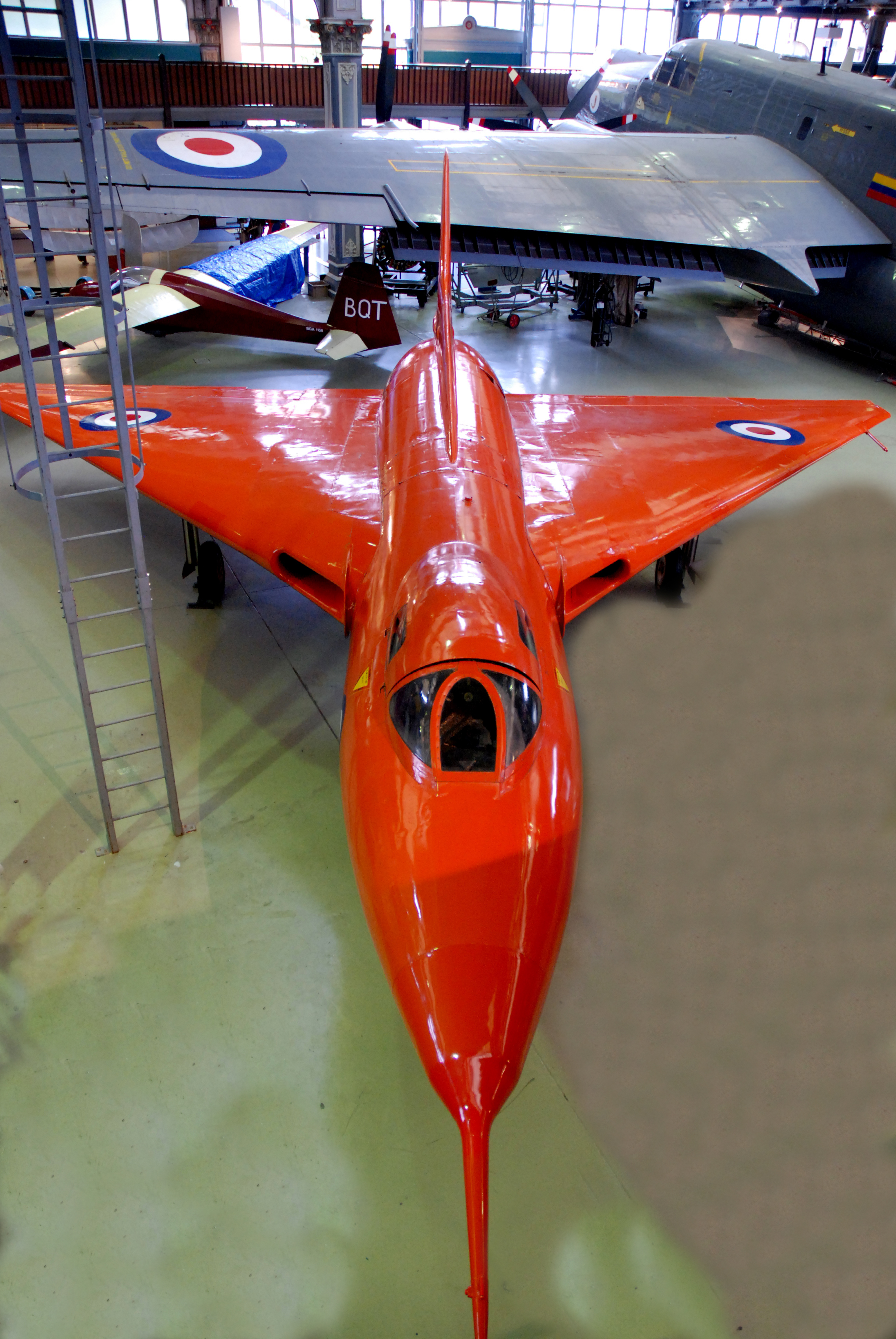
Avro 707A im Museum of Science and Industry, Manchester

| Kenngröße             | Daten der Avro 707C                                          |
| --------------------- | ------------------------------------------------------------ |
| Besatzung             | 2                                                            |
| Länge                 | 12,90 m                                                      |
| Spannweite            | 10,90 m                                                      |
| Höhe                  | 3,57 m                                                       |
| Leermasse             | 3.500 kg                                                     |
| max. Startmasse       | 4.457 kg                                                     |
| Antrieb               | ein Rolls-Royce Derwent-8-Turbojet-Triebwerk, Schub 1.630 kp |
| Höchstgeschwindigkeit | ca. 1.100 km/h                                               |